# Книгоиздательство писателей в Москве
Книгоиздательство писателей в Москве (КПвМ) — издательское объединение на паях, созданное в 1912 и просуществовавшее до 1923 года. Было сформировано писателями, связанными с кружками «Среда» и «Молодая среда», по инициативе В. В. Вересаева. Среди пайщиков также были И. А. Белоусов, И. А. Бунин, Б. К. Зайцев, С. С. Мамонтов, Н. Д. Телешов, И. С. Шмелёв и другие.

## Описание
Первое организационное собрание «Книгоиздательства писателей в Москве» было проведено 22 марта 1912 года. Первоначально издательство имело название «Торговый дом книгоиздательства писателей. Д. Голубев и С. Махалов и Ко». Расположено оно было по адресу: Москва, Никитский бульвар, дом 10. С 1916 года издательство находилось в доме 8 по Скатертному переулку. В 1917 году издательство преобразовалось из паевого в кооперативное.
Пайщиком издательства мог с согласия большинства вкладчиков стать любой писатель, внёсший 200 рублей. Количество пайщиков со времени основания увеличивалось: с 17 в 1912—1913 годах до 40 в 1917 году. В период с 1912 по 1917 год издательством было выпущено 149 книг.
После Октябрьской революции издательство КПвМ оказалось среди тех немногих, которые продолжали свою деятельность, количество пайщиков увеличилось — до 83 в 1918 году и до 124 в 1920 году. 1918 год был самым продуктивным — было издано 111 книг. Однако после 1919 года, когда был создан контролирующий орган (Государственное издательство), количество издаваемых книг резко сократилось: в 1919 году — 30 книг, в 1920 — 3, в 1921 — 1, в 1922 — 4, в 1923 — 5.
29 ноября 1923 пайщики приняли решение ликвидировать издательство.
В общей сложности в издательстве за 12 лет существования было выпущено около 400 книг 66 авторов (по другим источникам — 68), среди них:
- Литературный сборник «Слово» (выпуски 1—8, 1913—19), в котором печатались А. Н. Толстой, Бунин, Вересаев, Зайцев, К. А. Тренёв и другие. Второй выпуск состоял из материалов из архива А. П.Чехова.
- «Сказки» М. Горького (декабрь 1913).
- Письма Чехова (в 1912—1913 — тома 1—3, в 1912—1916 — тома 1—6).
- «Московский альманах» (3 книги, 1920-е) и ряд других изданий с произведениями К. Д. Бальмонта, А. Белого, В. Ф. Ходасевича, С. А. Есенина.
- Серии книг «Народная школьная библиотека», «Библиотека польских писателей», «Дешёвая библиотека», «Культурно-просветительская библиотека».
- Благотворительный сборник «Клич» (1915) с участием Бунина, Вересаева и других.